# Danny Nucci
Danny Nucci, född 15 september 1968 i Klagenfurt i Österrike, är en amerikansk skådespelare. 
I Sverige är Nucci troligen mest känd för rollen som Fabrizio i James Camerons film Titanic. Han medverkade även i filmen Alive från 1993 och hade en stor roll i tv-serien The Fosters där han spelade mot bland andra Terri Polo. Mest aktuell är han för de svenska tittarna i serien 911 som polisen Rick Romero. 

## Filmografi (urval)
- 1993 – Alive
- 1996 – Eraser
- 1997 – Titanic
- 2003–2004 – Polisaspiranten (TV-serie)
- 2013–  –  The Fosters (TV-serie)